# 사라진 것들을 위하여
《사라진 것들을 위하여》는 1981년 9월 26일에 방영된 TV문학관이다.

## 출연
- 신구
- 김성겸
- 한진희
- 임혁
- 하미혜
- 이기선
- 김인태
- 박병호
- 남일우
- 양영준
- 여운계
- 박주아
- 서승현
- 이주실
- 유병한
- 이정웅
- 황범식
- 하대경
- 정운용
- 박승규
- 유순철
- 이현두
- 홍유진
- 남윤정
- 이미경
- 박양례
- 이용훈
- 이형준
- 안성호
- 박태서
- 유병준
- 고희준
- 한정국
- 김순구
- 문창길
- 유승봉
- 안문숙
- 박재주
- 이여진
- 명복원